# St. Regis (Montana)
St. Regis – jednostka osadnicza w Stanach Zjednoczonych, w stanie Montana, w hrabstwie Mineral.